# Allt ljus på mig!
Allt ljus på mig! är en dramadokumentär från 1987 om Edvard Perssons liv. 

## Om filmen
Filmen hade premiär i TV1 den 18 april 1987. Michael Segerström i huvudrollen hade redan 1985 gestaltat Edvard Persson i den egna pjäsen Edvard och jag.

## Rollista
- Michael Segerström - Edvard Persson
- Lena Viredius - hans hustru Mim
- Håkon Svenson - Gustav Scheutz
- Kenneth Milldoff - Schamyl Bauman
- Nils Moritz - Gideon Wahlberg
- Kirsten Roth - Dagmar Ebbesen
- Rolf Uno - Emil A Pehrsson
- Anders Beckman - Adolf Jahr
- Carl Billquist- Åke Ohlmarks
- Monica Stenbeck - Ellen Rosengren
- Claes Sylwander - Oscar Winge
- Georg Årlin - Gustaf Fredriksson
- Leif Forstenberg - landsfiskalen
- Anna-Greta Bergman - sminkösen
- Bo G. Andersson - filmfotografen
- Michael Petersson - Edvard Perssons stand-in
- Anders Aldgård - revyskådespelare